# Amata assamica
Amata assamica là một loài bướm đêm thuộc phân họ Arctiinae, họ Erebidae.